# Burg Bourheim
Die Burg Bourheim ist eine ehemalige Wasserburg in Bourheim, einem Stadtteil von Jülich, im nordrhein-westfälischen Kreis Düren. Sie ist als Bau- und Bodendenkmal geschützt. Die Anlage befindet sich in Privatbesitz, wird bewohnt und ist nicht zu besichtigen.

## Geschichte

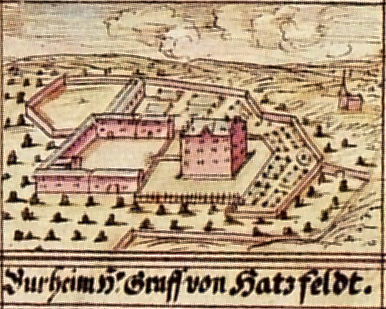
Abbildung der Burg Bourheim aus dem Codex Welser, um 1720

Bereits in einem Besitzverzeichnis des Aemilius von O(u)we aus dem Jahr 1234 wurde ein Hof zu „Burnheim“ erwähnt. Dieser Fronhof war eine unbefestigte, landwirtschaftlich genutzte Anlage, die erst später mit starken Mauern gegen Angreifer geschützt wurde. Sie war offenbar ein kurkölnisches Lehen, denn Heinrich von Bourheim kämpfte in der Schlacht von Worringen 1288 auf Seiten des Kölner Erzbischofs Siegfried von Westerburg.
Zu Beginn des 15. Jahrhunderts war das Gut im Besitz des Alart von Linzenich, 1478 dann in dem des Loes von Linzenich. Seine Familie gehörte zu den Lehnsleuten der Herzöge von Jülich. Durch Heirat gelangte die Burg 1501 an Dietrich von Eys, genannt Beusdael (auch Beusdahl). Seiner Familie folgten im 17. Jahrhundert als Besitzer die von Friemersdorf zu Pützfeld, ehe die Anlage im Jahr 1665 durch Heirat an Aegidius von Haf(f)ten kam. Dessen Tochter Anna brachte sie im 18. Jahrhundert an die Familie ihres zweiten Mannes Wolfgang aus der Wildenburg-Linie der Grafen von Hatzfeld, ehe Graf Theodor von Fürstenberg-Herdringen den Besitz 1771 kaufte. Nach dem Tod des Grafen Franz Egon von Fürstenberg-Stammheim am 25. Mai 1925 gelangte der Besitz gemäß dessen testamentarischer Verfügung an Rudolf von Fürstenberg-Körtlinghausen. Während des Zweiten Weltkriegs wurde die Burg bei den Kämpfen an der Rurfront erheblich beschädigt. Heute ist sie im Besitz der Freiherren von Lüninck.

## Beschreibung
Von der ehemals zweiteiligen Anlage ist heute noch die Vorburg aus Backstein erhalten. Von ihrem Herrenhaus existiert nur noch die Ruine eines Unterbaus mit Tonnengewölbe.

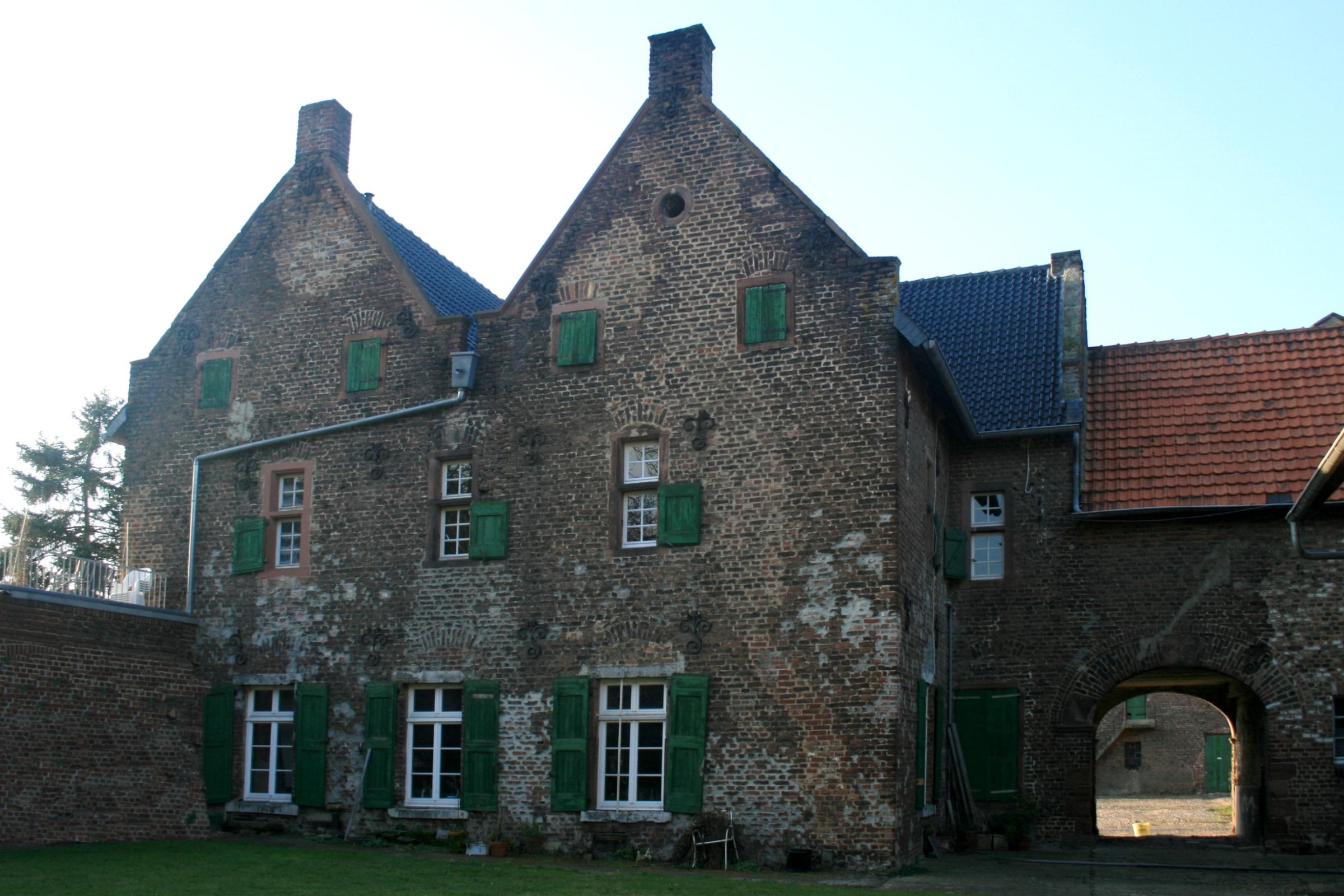
Burg Bourheim

Das Hauptgebäude war ein zweigeschossiger Bau auf einem rechteckigen, etwa 12,5 × 9 Meter messenden Grundriss und stammte aus dem 15. Jahrhundert. Es stand auf einem mottenähnlichen Hügel, und seine zwei Schmalseiten wiesen Staffelgiebel auf. Um die Reste des Bruchsteinmauerwerks vor dem endgültigen Zusammenbruch zu retten, wurden sie 1840 zur Sicherung mit Ziegelmauern ummantelt. Der Wassergraben, der das Gebäude umgab, ist heute noch sichtbar.

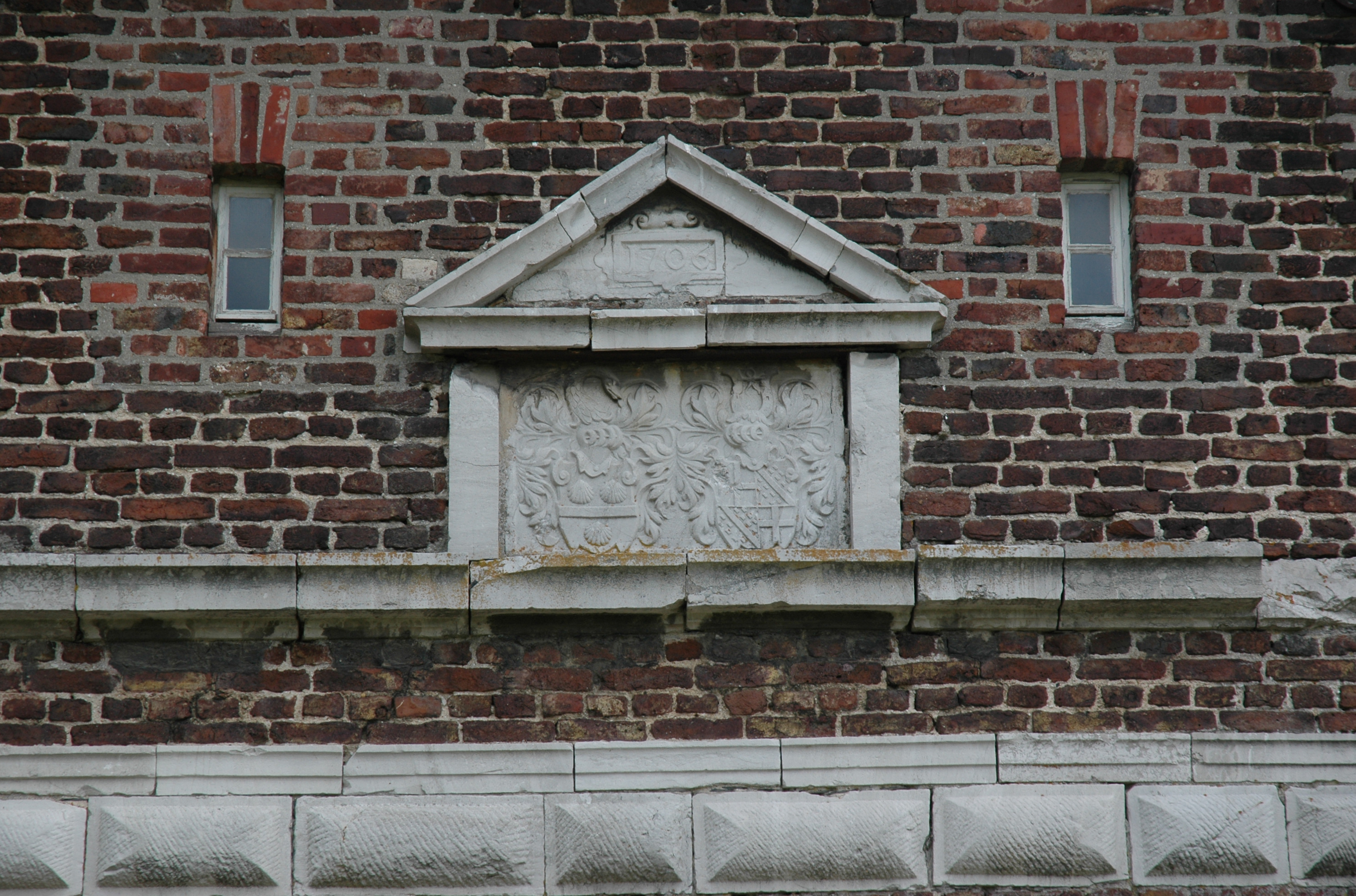
Allianzwappen der Familien Eys, genannt Beusdael & Friemersdorf zu Pützfeld, über dem Burgtor

Nördlich vom Standort des einstigen Herrenhauses befindet sich der dreiflügelige Wirtschaftshof auf einem U-förmigen Grundriss, der sich nach Südwesten zum ehemaligen Haupthaus (Palas) öffnet und einen etwa 60,5 × 32,5 Meter großen Innenhof umschließt. Die eingeschossigen Gebäudeflügel mit Satteldach stammen aus verschiedenen Jahrhunderten und sind die Nachfolger von Gebäudetrakten, die von innen an die mittelalterlichen Wehrmauern des Guts angebaut wurden. Sie haben – mit Ausnahme des Torbaus – nur zum sicheren Innenhof Fenster und Türen. Die Außenseite des nordwestlichen Flügels ist rund 73 Meter lang, während der südöstliche Gebäudeteil an der Außenseite etwa 55,5 Meter misst. Maueranker in der Form der Jahreszahl 1703 weisen den nordöstlichen, 46 Meter langen Trakt der Vorburg als Bauten vom Beginn des 18. Jahrhunderts aus. Älter ist der schlichte, 18,5 × 8 Meter messende Torbau der Anlage am Süd-Ende des nordwestlichen Vorburgflügels. Er wurde um 1600 im Stil der Renaissance errichtet. Die hellen bossierten Blausteinquader seines Rundbogenportals heben sich deutlich vom Rot der übrigen Backsteinmauern ab. Über dem Torbogen findet sich das Allianzwappen der Familien Eys, genannt Beusdael und Friemersdorf zu Pützfeld, gemeinsam mit der Jahreszahl 1706. Ältester Teil der Vorburg ist jedoch das ehemalige Verwalterwohnhaus am südlichen Ende des Osttraktes. Der zweigeschossige Bau stammt aus dem 16./17. Jahrhundert und grenzt mit einem traufständigen Teil an den Innenhof. Rückwärtig schließen sich ihm zwei giebelständige Trakte an, und alle Gebäudeteile tragen Satteldächer. Die zum Teil noch originalen Fenster (einige wurden während des 19. Jahrhunderts ersetzt) besitzen Hausteinfassungen aus Blaustein. Obwohl mittlerweile vermauert, ist der einstige Eingang des Hauses anhand des erhaltenen Oberlichts und des Gewändes noch zu erkennen.